# Андрийчук, Мария Игоревна
Мари́я И́горевна Андрийчу́к (укр. Марія Ігорівна Андрійчук; род. 17 августа 2004, Белая Церковь, Киевская область, Украина) — украинская фигуристка, выступающая в одиночном катании. Бронзовый призёр чемпионата Украины (2021).

## Биография
Родилась 17 августа 2004 года в городе Белая Церковь Киевской области. Начала заниматься фигурным катанием в 2013 году. Тренировалась в родной Белой Церкви. Представляла местную ДЮСШ «Смена». С 2016 года каталась под руководством Вадима Честаховского, который сразу заметил, что «у неё сильные ноги, благодаря чему она будет хорошо прыгать». 
В сезоне 2020/21 участвовала в первом для себя взрослом чемпионате Украины. В борьбе за серебро уступила харьковчанке Таисии Спесивцевой, набравшей 142,15 балла. Андрийчук успешно сделала каскад из тройного лутца и двойного тулупа, прыгнула сольные сальхов и лутц в три оборота. По сумме двух программ она получила 141,84 балла, оставшись на третьем месте.
За несколько дней до чемпионата Европы, проходившего в январе 2022 года, заменила в составе сборной Украины Анастасию Шаботову, которая пропустила турнир по состоянию здоровья. Но и сама Андрийчук не сумела выступить на этих соревнованиях. Она сдала положительный тест на коронавирус, вследствие чего была исключена из списка участников.
24 февраля 2022 года, в момент российского вторжения в Украину, находилась дома: «Всё началось примерно в пять утра. Сначала я не поняла, что происходит, мне просто хотелось спать, ведь утром надо было идти на тренировку. Но потом родители сказали мне собирать вещи и уезжать из города в более безопасное место, пока не обдумаем дальнейший план действий».
17-летняя фигуристка вместе с матерью, братом, тётей и малолетней кузиной отправилась на поезде до Ужгорода, а затем пешком перешла границу с Венгрией. В течение месяца тренировалась в Дебрецене, решая, что делать дальше. Спустя время туда добрался её тренер Вадим Честаховский. После они переехали в Ригу, Латвия, где нашли подходящую арену для тренировок.
В Латвии готовилась в «Kristal Ice Club». Впоследствии вся группа Честаховского занималась в Марупе. В результате Андрийчук восстановила все прыжки, которыми владела до войны. Осенью 2022 года дебютировала в серии «челледжер». В 2023 году привезла золото с международного турнира Merano Ice Trophy, также известном как Мемориал Мартины Барричелли.

## Программы
| Сезон   | Короткая программа                           | Произвольная программа                                                       |
| ------- | -------------------------------------------- | ---------------------------------------------------------------------------- |
| 2023/24 | - «Betray the Queen» Brand x Music, Том Джир | - «On the Waves» Евгений Гринько                                             |
| 2022/23 | - «Caught Out in the Rain» Бет Харт          | - «On the Waves» Евгений Гринько - «To Build a Home» The Cinematic Orchestra |
| 2021/22 | - «Caught Out in the Rain» Бет Харт          | - «My Heart Will Go On» Селин Дион                                           |

## Результаты
CS: Challenger Series
| Соревнования                | 19/20         | 20/21         | 21/22         | 22/23         | 23/24         |
| Международные               | Международные | Международные | Международные | Международные | Международные |
| --------------------------- | ------------- | ------------- | ------------- | ------------- | ------------- |
| CS Nebelhorn Trophy         |               |               |               |               | 13            |
| CS Finlandia Trophy         |               |               |               | 18            |               |
| CS Warsaw Cup               |               |               |               | 10            |               |
| Dragon Trophy               |               |               |               | 14            |               |
| Bosphorus Cup               |               |               |               | 4             |               |
| Merano Ice Trophy           |               |               |               | 1             |               |
| Autumn Talents Cup          |               |               | 4             |               |               |
| Spring Talents Cup          |               | 3             |               |               |               |
| Международные среди юниоров |               |               |               |               |               |
| Гран-при Словении           |               |               | 15            |               |               |
| Гран-при Австрии            |               |               | 13            |               |               |
| Kurbada Cup                 |               |               | 1             |               |               |
| Toruń Cup                   | 12            |               |               |               |               |
| Ice Star                    | 17            |               |               |               |               |
| Национальные                |               |               |               |               |               |
| Чемпионат Украины           |               | 3             | 6             | 4             |               |
| ЧУ среди юниоров            | 3             | 2             |               |               |               |
| Кубок Украины               |               | 2             |               |               |               |